# Guillaume III des Porcellets
 (octobre 2008).
Améliorez-le ou discutez des points à vérifier. 

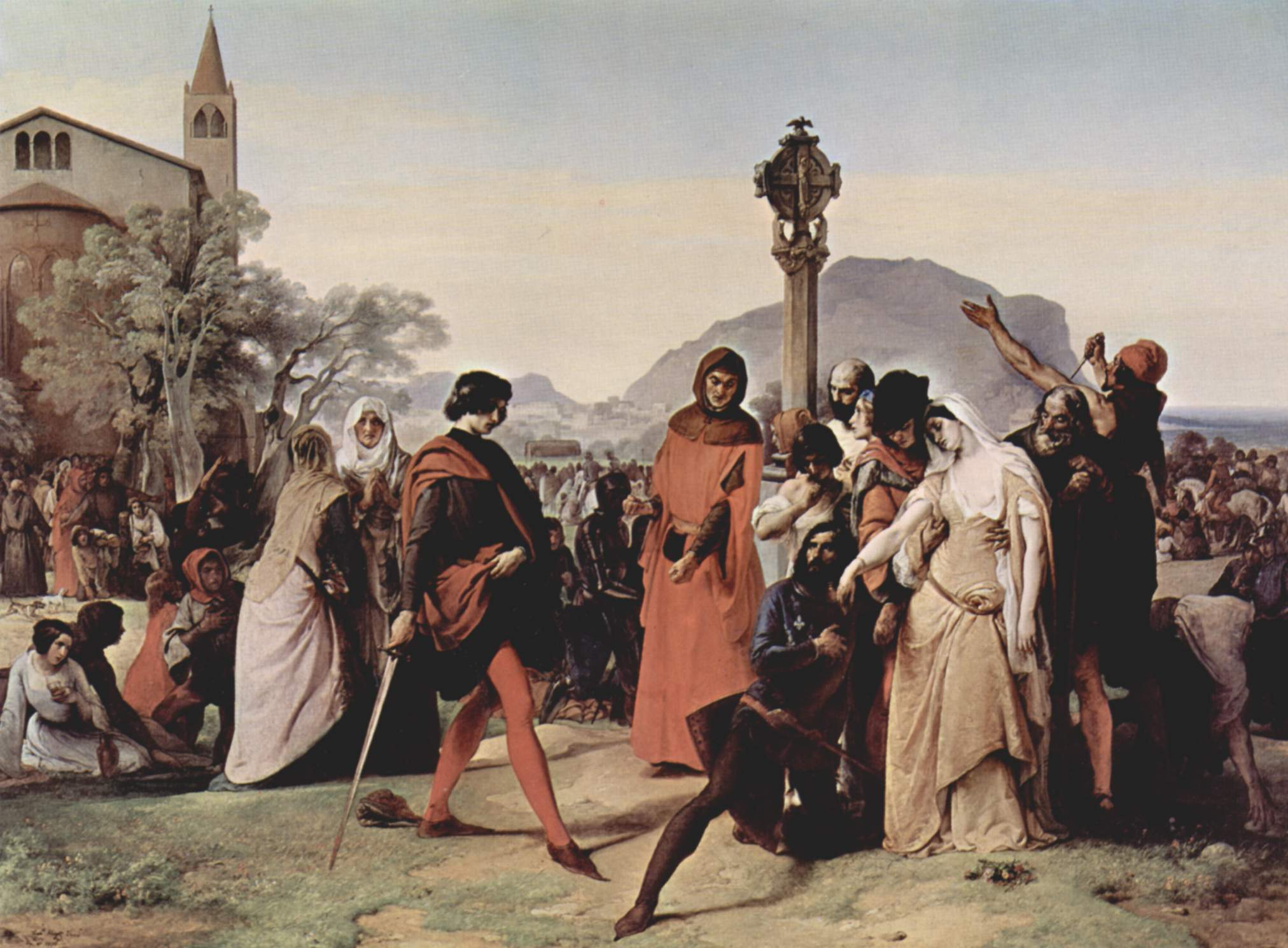
Les Vêpres siciliennes (1846), par Francesco Hayez

Guillaume III des Porcellets (1217-1288), de la maison de Provence des Porcellets, était seigneur du Vieux-Bourg d'Arles, de Maillane, de Martigues, de Cuges et de plusieurs autres lieux, co-seigneur de Fos, baron du royaume de Sicile, seigneur de Calatafimi et de Calatamauro dans ce même royaume.

## Biographie
Il fut le chambellan de Charles d'Anjou, roi de Naples, et conseiller d'État. Il vécut au XIIIe siècle.
Il participa  aux campagnes italiennes de Charles d'Anjou à partir, au plus tard, de 1266 et à la conquête du royaume de Naples. Le nouveau roi de Naples le nomma alors châtelain de Licata et de Pouzzoles, puis seigneur de Calatafimi et de Calatamauro peu de temps avant les Vêpres siciliennes.
Il fut le seul Français (ou un des seuls ?) qui échappa aux Vêpres siciliennes le 30 mars 1282 : « On pardonna à un seul homme, Provençal de naissance, appelé Guillaume de Porcellets, qui, dans le gouvernement d'une place où il commandait, s'était toujours distingué par son équité, sa modération, par sa douceur et par sa piété, et qui fut en cette occasion redevable de la vie à la seule impression extraordinaire que sa vertu avait faite sur l'esprit des Peuples. »
Le roi le choisit pour être du nombre des cent chevaliers dans son fameux duel avec Pierre, le roi d'Aragon, et cent chevaliers aragonais.